# 垂水町
垂水町（たるみちょう）は、兵庫県明石郡にあった町。現在の神戸市垂水区および須磨区のうち須磨ニュータウンの一部にあたる。
本項では町制前の名称である垂水村（たるみむら）についても述べる。

## 地理
- 海洋：播磨灘
- 山岳：高塚山
- 河川：福田川、山田川

## 歴史
- 1889年（明治22年）4月1日 - 町村制の施行により、東垂水村・山田村・西垂水村・多聞村・塩屋村・下畑村・名谷村の区域をもって垂水村が発足。
- 1928年（昭和3年）11月1日 - 垂水村が町制施行して垂水町が発足。
- 1941年（昭和16年）
  - 4月30日 - 山火事発生。10数キロ平方メートルが焼失[1]。
  - 7月11日 - 神戸市（須磨区）に編入。同日垂水町廃止。

## 町村長
- 田口政五郎

## 経済

### 産業
企業
- 舞子酒造（酒造及販売業）[2] - 設立は1897年12月[2]。

## 交通

### 鉄道路線
- 鉄道省
  - 山陽本線
    - 塩屋駅 - 垂水駅 - 舞子駅
- 山陽電気鉄道
  - 本線
    - 塩屋駅（現・山陽塩屋駅） - 滝の茶屋駅 - 東垂水駅 - 垂水駅（現・山陽垂水駅） - 五色山駅 - 歌敷山駅（現在は2駅が統合して霞ヶ丘駅） - 舞子公園駅 - 西舞子駅

### 道路
- 国道2号

現在の旧村域の道路は垂水区#道路を参照。

## 出身者
- 佐川満男（歌手、俳優、タレント）